# Vijgenwespen
De vijgenwespen (Agaonidae) vormen een familie binnen de orde der vliesvleugeligen (Hymenoptera).

## Kenmerken
Deze wespen hebben een zwart lichaam en transparante vleugels. De gevleugelde vrouwtjes zijn niet groter dan 3 mm. De mannetjes zijn ongevleugeld.

## Leefwijze
De vrouwtjes leven in symbiose met vijgenbomen. Ze kruipen in vijgen, die binnenin bekleed zijn met bloempjes, en bestuiven de bloemen.

## Voortplanting en ontwikkeling
De eitjes worden afgezet in vijgen. De larven ontwikkelen zich in de vijg en als ze eenmaal volwassen zijn, worden de vrouwtjes door de mannetjes bevrucht, die dan op zoek gaan naar een nieuwe boom.

## Verspreiding en leefgebied
Deze familie komt voor in tropische en subtropische gebieden op vijgenbomen. Door de klimaatverandering wordt ze inmiddels echter ook noordelijker in Europa waargenomen. Op 1 mei 2024 werd voor het eerst een larve van de vijgenwesp aangetroffen in België.

## Geslachten
(Indicatie van aantallen soorten per geslacht tussen haakjes)
- Agaon Dalman, 1818 (11)
- Alfonsiella Waterston, 1920 (8)
- Allotriozoon Grandi, 1916 (3)
- Blastophaga Gravenhorst, 1829 (11)
- Ceratosolen Mayr, 1885 (69)
- Courtella Kieffer, 1912 (13)
- Deilagaon Wiebes, 1977 (4)
- Dolichoris Hill, 1967 (10)
- Elisabethiella Grandi, 1928 (14)
- Eupristina Saunders, 1882 (18)
- Kradibia Saunders, 1883 (43)
- Nigeriella Wiebes, 1974 (5)
- Paragaon Joseph, 1959 (2)
- Pegoscapus Cameron, 1906 (49)
- Platyscapa Motschulsky, 1863 (19)
- Pleistodontes Saunders, 1882 (26)
- Tetrapus Mayr, 1885 (8)
- Valisia Wiebes, 1993 (16)
- Waterstoniella Grandi, 1922 (20)
- Wiebesia Boucek, 1988 (18)